# Фетяска регала
Фетяска регала (рум. Fetească regală) — технический (винный) сорт винограда, используемый для производства белых вин в Молдавии и Румынии.

## Происхождение
Сорт получен в 1930х годах естественным скрещиванием сортов Фетяска белая × Франкуша. Ранее считалось, что вторым сортом был Граса де Котнари, но более поздние исследования показали настоящих родителей.

## География
В основном произрастает в Молдавии и Румынии, где это один из наиболее культивируемых сортов винограда. В небольших количествах культивируется в Венгрии, Словакии, Австрии.

## Основные характеристики
Кусты среднерослые.
Листья средние, округлые, почковидные, почти цельные, трех-, пятилопастные, снизу опушение паутинистое с небольшими щетинками вдоль жилок. Черешковая выемка широко открытая, сводчатая, с заостренным дном.
Цветок обоеполый.
Грозди средние, цилиндроконические, крылатые, средней плотности.
Ягоды  средние, но более крупные, чем у сорта Фетяска белая, круглые, белые, при полном созревании желтовато-зеленые. Кожица прочная. Мякоть сочная, с мускатным ароматом.
Сорт раннесреднего периода созревания. Период от начала распускания почек до полной зрелости ягод составляет в среднем 135 дней при сумме активных температур 2700°—2800°С.
Вызревание побегов хорошее.
Урожайность 120—140 ц/га.
Мало повреждается мильдью и оидиумом. Поздневесенними заморозками повреждается меньше, чем другие европейские сорта из-за позднего распускания почек.

## Применение
Сорт используется для приготовления сухих ординарных и марочных вин. Вина получаются ароматнее, чем при использовании сорта Фетяска альба.

## Синонимы
Фетяска королевская, Фетяска мускатная.